# Aulo Cornelio Coso (dictador)
Aulo Cornelio Coso  fue nombrado dictador en el año 385 a. C., en parte debido a la guerra con los volscos, pero sobre todo para aplastar la rebelión de Marco Manlio. El dictador, en una primera etapa marchó contra los volscos, a quienes derrotó causándoles grandes bajas, aunque sus fuerzas fueron aumentadas por la ayuda de latinos, hérnicos y otros. Luego regresó a Roma, arrojó a Manlio en la cárcel, y celebró un triunfo por la victoria que había obtenido sobre los volscos.